# Kościół Trójcy Świętej w Luksemburgu
Kościół Trójcy Świętej w Luksemburgu (luks.: Dräifaltegkeetskierch) – kościół znajdujący się w Luksemburgu, używany od 1817 roku do nabożeństw protestanckich. Znajduje się na Starym Mieście.
W 1333 roku na miejscu dzisiejszego kościoła Fryderyk von Meysenburg wybudował kaplicę. Podczas oblężenia miasta przez wojska Ludwika XIV kościół został zniszczony; w 1737 roku go odbudowano. W 1817 roku kościół stał się kościołem protestanckim.

## Galeria

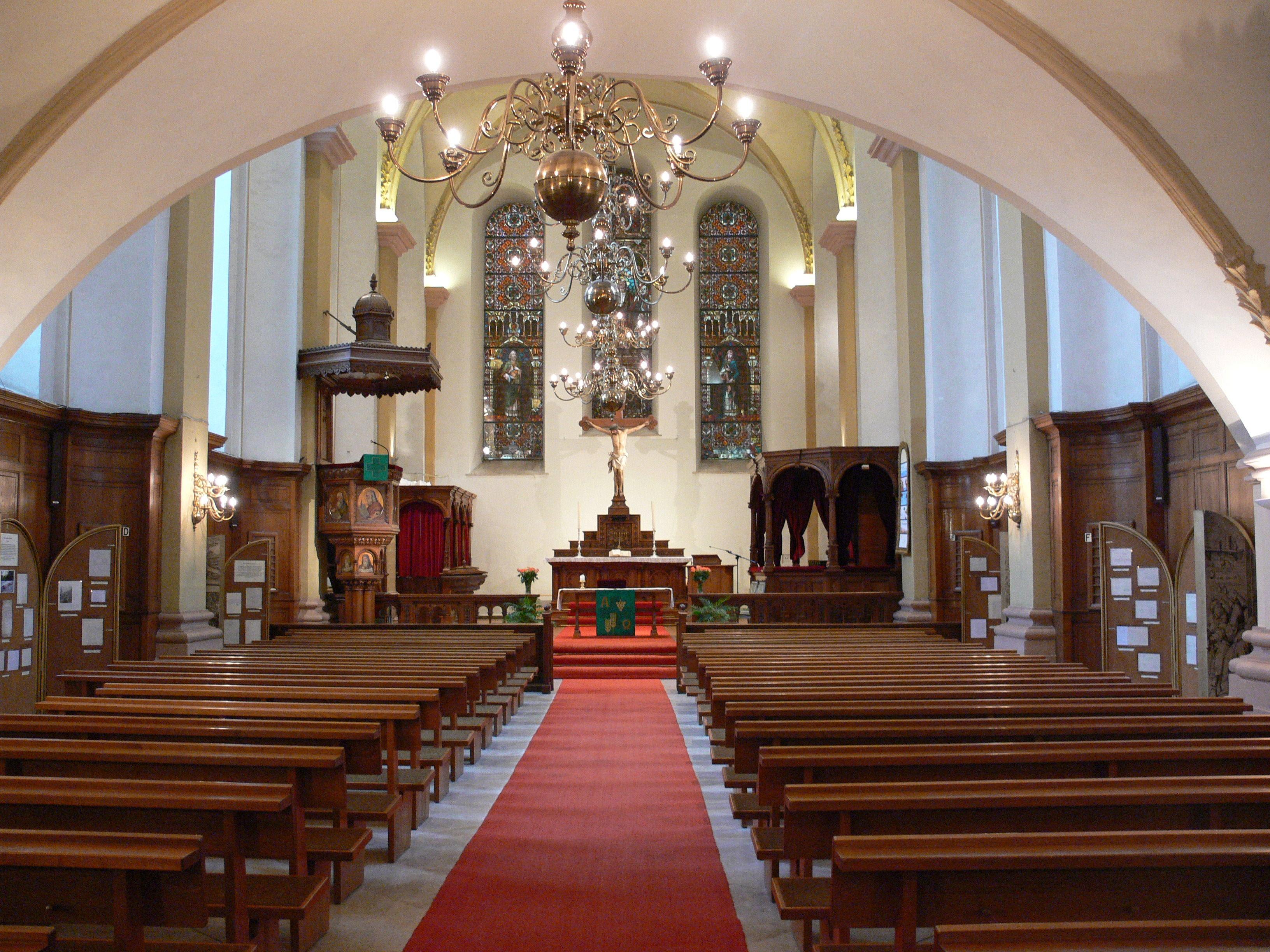
Wnętrze
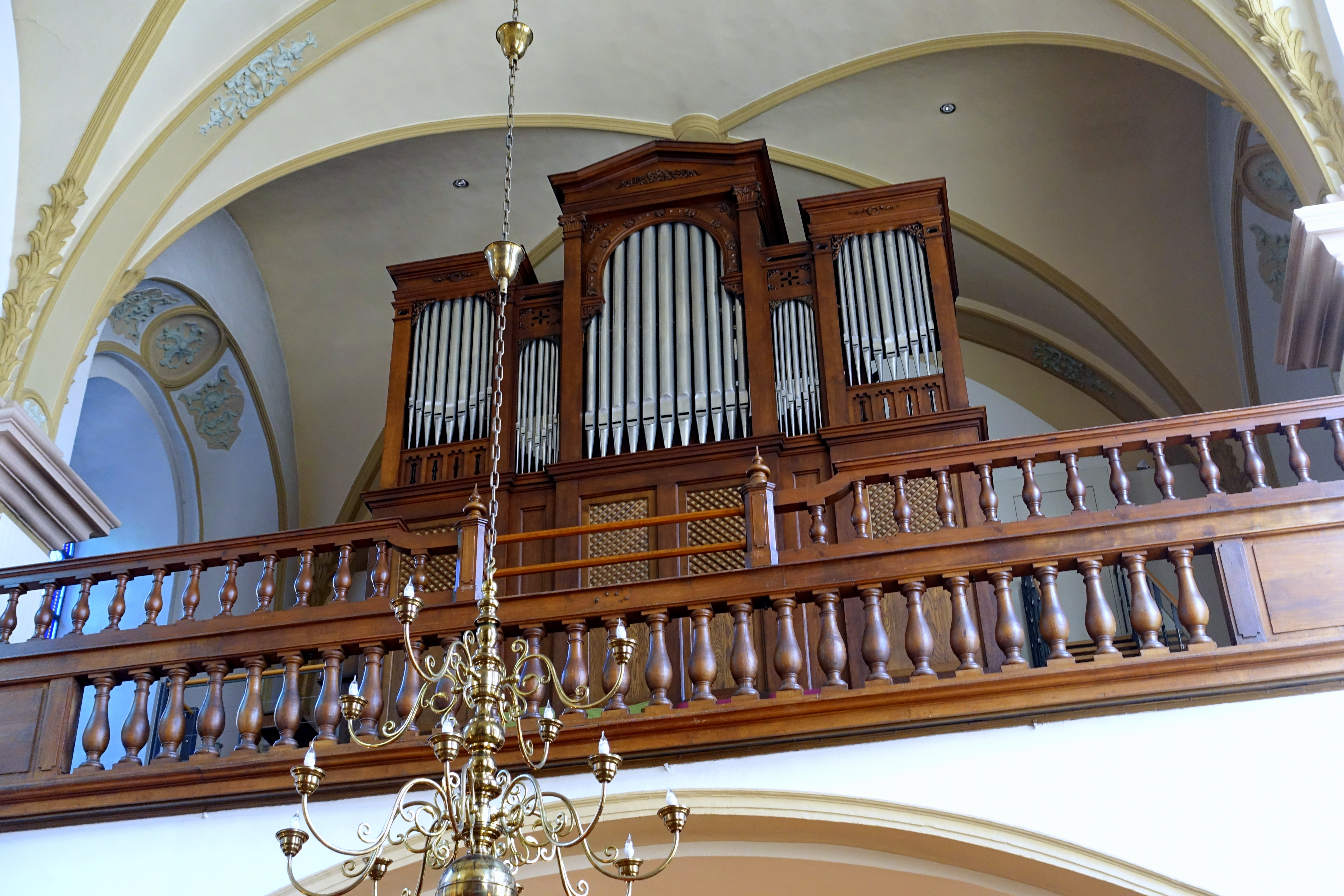
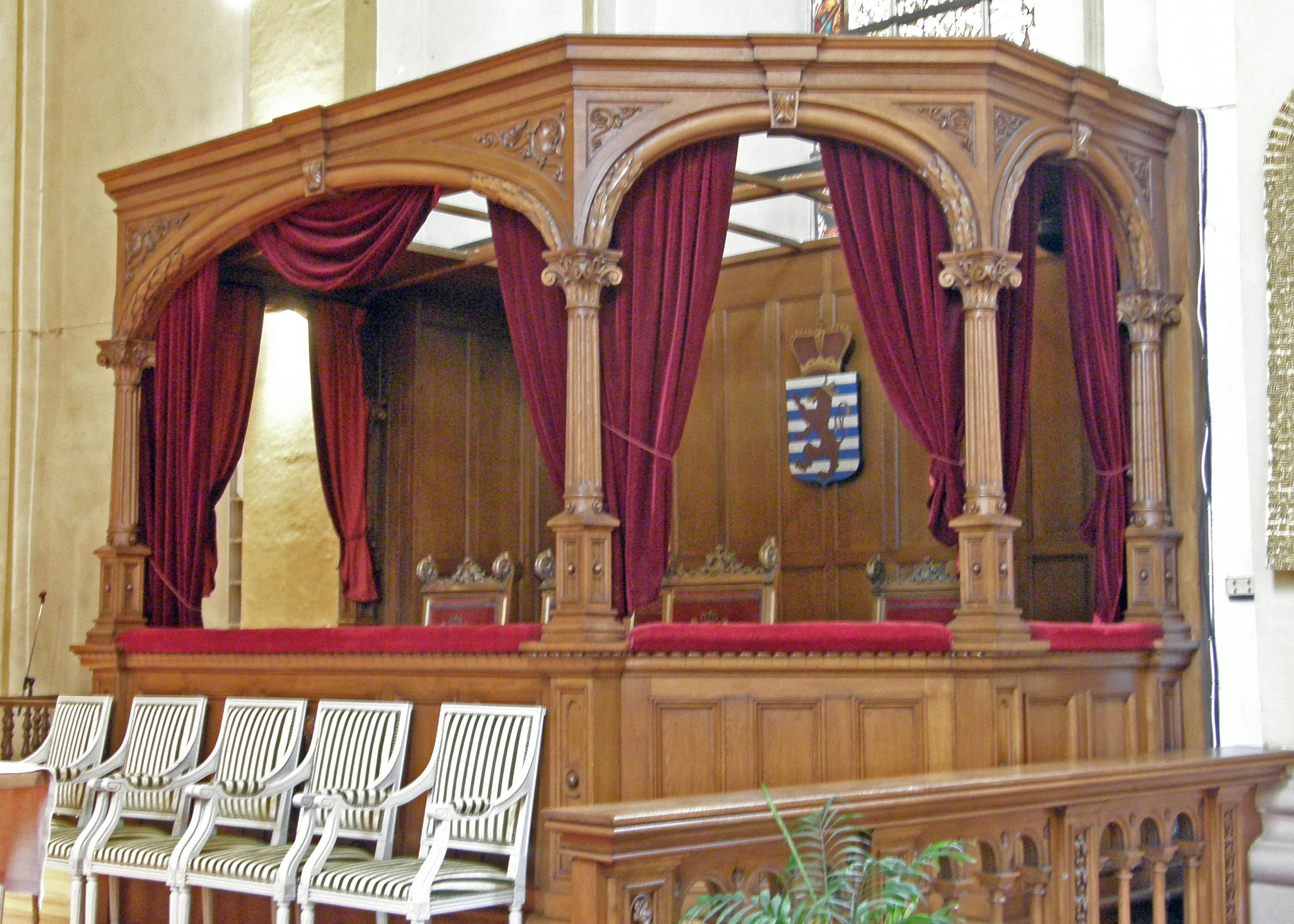
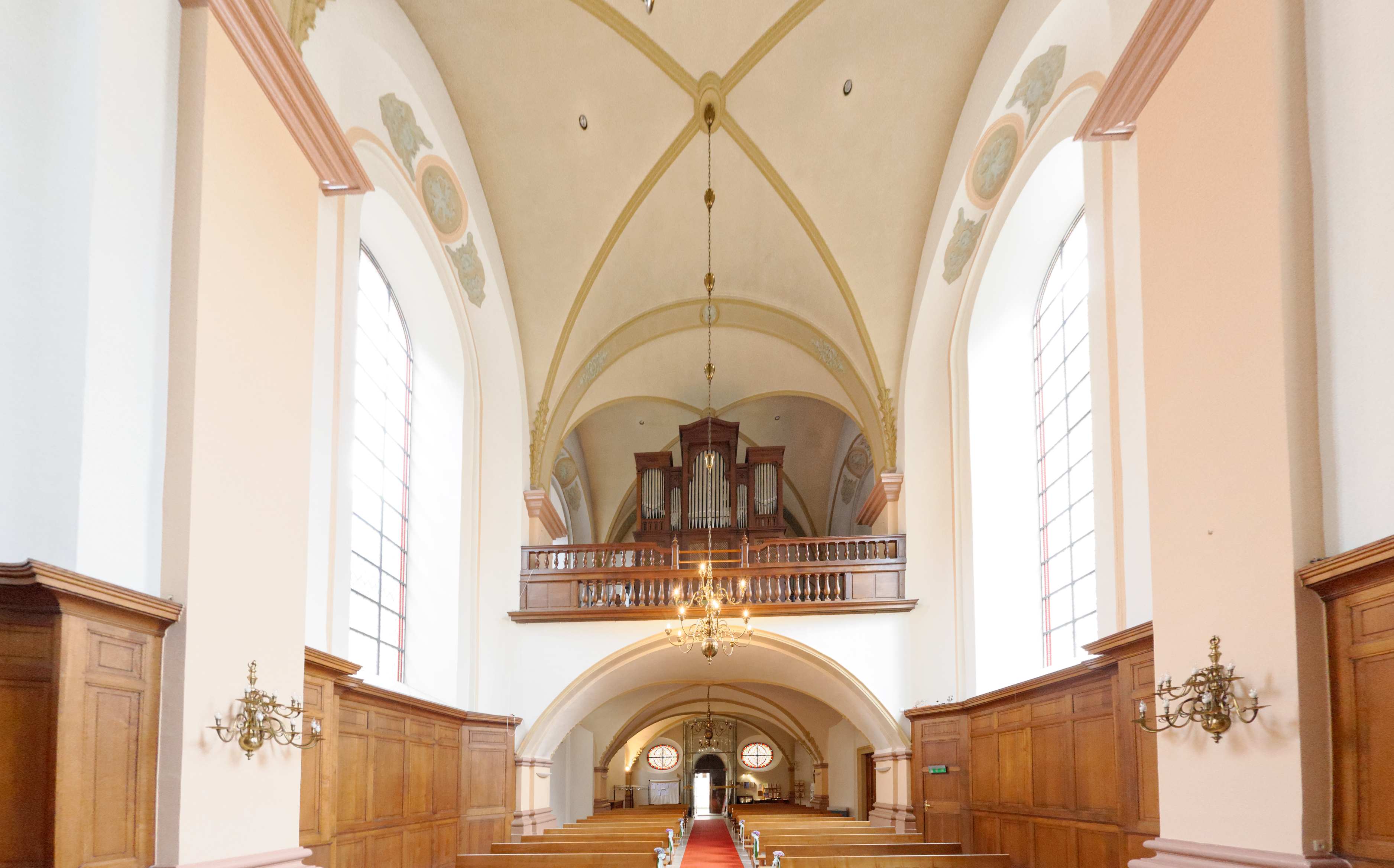
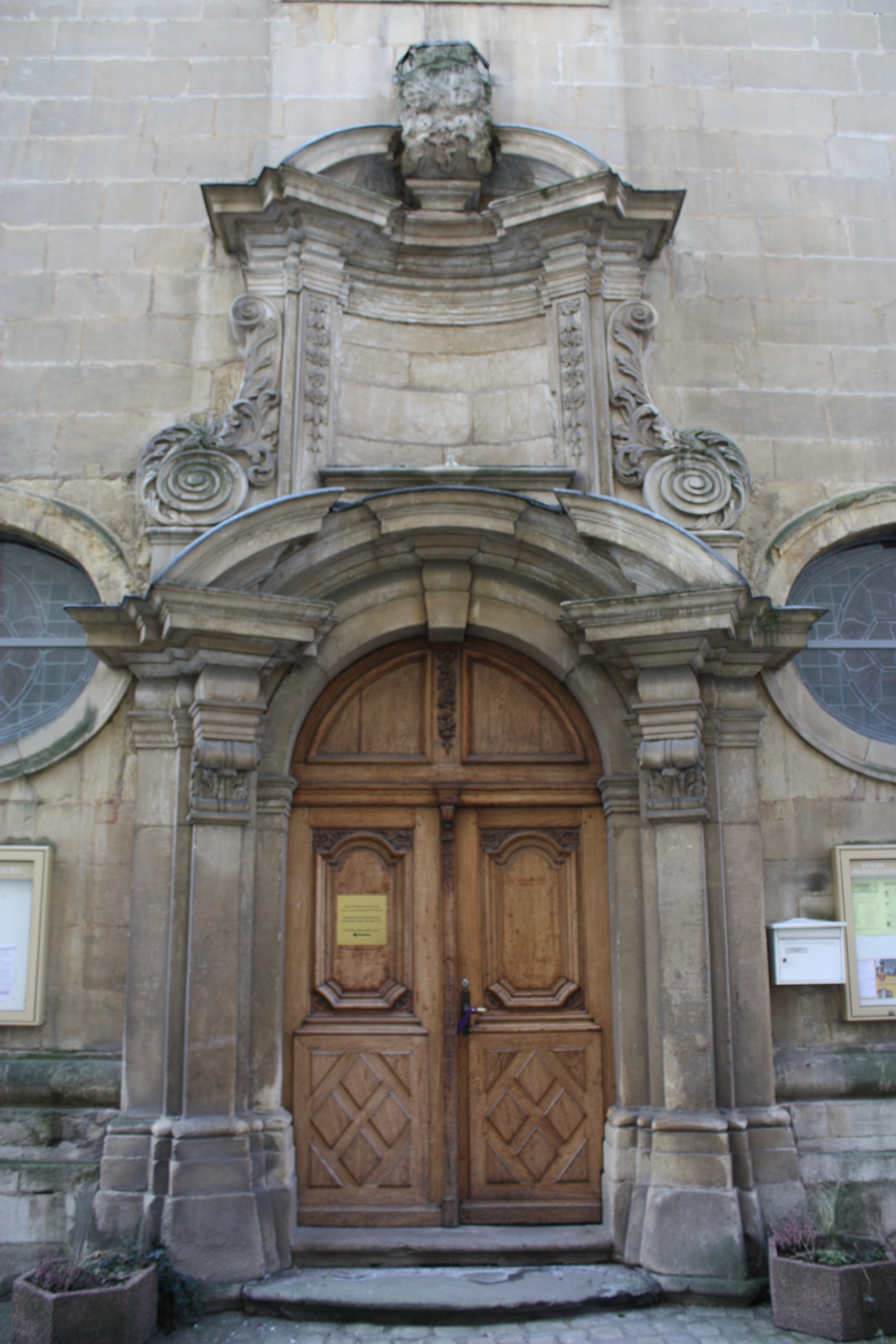